# Brasilodontus
Brasilodontus is een geslacht van rechtvleugeligen uit de familie krekels (Gryllidae). De wetenschappelijke naam van dit geslacht is voor het eerst geldig gepubliceerd in 1992 door de Mello.

## Soorten
Het geslacht Brasilodontus omvat de volgende soorten:
- Brasilodontus mucuriensis de Mello, 1992
- Brasilodontus riodocensis de Mello, 1992